# Loukas Papademos
Loukas Papademos (græsk: Λουκάς Παπαδήμος; født 11. oktober 1947) er en græsk økonom, der var Grækenlands premierminister fra 2011 til 2012 som leder af en teknokratregering under den græske gældskrise.
Papdemos var i perioden 2002-2010 vicepræsident for den Europæiske Centralbank.
Han tiltrådte som premierminister den 11. november 2011. Den 17. maj 2012 blev hans teknokratregering afløst af en anden teknokratregering under ledelse af Panagiotis Pikrammenos.